# Real Academia Militar de Sandhurst

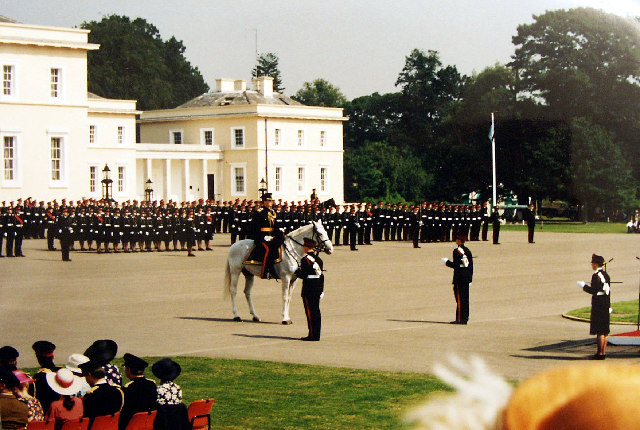
Uma cerimônia de graduados na academia de Sandhurst.

A Real Academia Militar de Sandhurst (em inglês: Royal Military Academy Sandhurst - RMAS), também conhecida simplesmente como Sandhurst, é um centro de treinamento inicial dos oficiais militares do exército britânico, recebendo também alunos de outros países. Segundo a Enciclopédia Brittanica, "cerca de um décimo dos cadetes são de territórios ultramarinos da Commonwealth".
Prestigiada, Sandhurst teve muitos alunos famosos desde sua fundação, dentre eles o político britânico Sir Winston Churchill, o Rei Abdullah II da Jordânia, o Grão-Duke Henrique de Luxemburgo e o Sultão Qaboos bin Said Al Said e, mais recentemente, o Príncipe William, Duque de Cambridge, o Príncipe Harry, o Príncipe Herdeiro Guilherme de Luxemburgo, o Príncipe Herdeiro Hussein da Jordânia, o Príncipe Sebastião de Luxemburgo e a Princesa Salma da Jordânia.
Ao contrário do que se pensa, não está localiza da na cidade de Sanhurst, mas na cidade de Camberley, em Surrey, Inglaterra.

## História
A Academia abriu suas portas em 1947 para substituir o então Royal Military College (RMC) em Sandhurst. Sandhurst, diferentemente de outras academias militares, tais como a West Point nos Estados Unidos e a Academia de Força de Defesa Australiana, não é uma universidade. Espera-se que os calouros já sejam graduados, entretanto, isto não é um requerimento absoluto, uma vez que o príncipe William, ao entrar em Sandhurst, era graduado e seu irmão Harry, não.

## Objetivo
No site oficial, a Academia escreve: "na Royal Military Academy Sandhurst você realizará um treinamento projetado para torná-lo um líder eficaz de soldados. O treinamento militar é baseado em infantaria, para que todos, não importando qual seja seu regimento ou corpo, tenham dominado o essencial antes de seguirem para um treinamento mais especializado depois de Sandhurst".

## Admissão
Segundo a Enciclopédia Brittanica, a maioria dos alunos entra na Sandhurst entre os 18 e 19 anos de idade, depois de passar por exames de admissão, que envolvem competições para avaliar seu conhecimento e treinamento militar.

## Treinamento
Segundo o site oficial, "o treinamento na Royal Military Academy Sandhurst dura 44 semanas, dividido em três períodos de 14 semanas. Entre cada período, há exercícios de treinamento e 2 a 3 semanas de férias.
• O primeiro período se concentra-se em habilidades militares básicas, condicionamento físico e tomada de decisão.
• O segundo período prevê o desenvolvimento de habilidades de liderança e possui um importante componente acadêmico. Os cadetes oficiais selecionam seu futuro corpo ou regimento nesta fase.
• O terceiro período coloca em prática as novas habilidades do oficial em exercícios de treinamento complexos e exigentes no Reino Unido e no exterior."
O  curso termina com um desfile dos formandos na Old College Square, evento durante o qual a Espada de Honra, a Espada Ultramarina e a Medalha da Rainha são concedidas aos então formados Cadetes Oficiais.

## Ex-alunos

### Realeza

#### Europa
- Guilherme, Duque de Cambridge
- Príncipe Harry, Duque de Sussex
- Grão-Duke Henrique de Luxemburgo
- Príncipe Herdeiro Guilherme de Luxemburgo
- Príncipe Sebastião de Luxemburgo
- Príncipe Herdeiro Aloísio de Liechtenstein

#### Ásia e África
- Rei Hamad bin Isa Al Khalifa de Bahrein

- Sultão Hassanal Bolkia de Brunei
- Príncipe Azim de Brunei
- Xeque Tamim do Catar

- Abdullah II da Jordânia
- Príncipe Herdeiro Hussein da Jordânia
- Princesa Salma da Jordânia
- Sultão Abdullah da Malásia

Nota: consulte a lista de mais nomes aqui (em inglês)